# Relaciones Estados Unidos-Países Bajos
Las relaciones Países Bajos-Estados Unidos son las relaciones diplomáticas entre los Países Bajos y Estados Unidos. Son descritas como "excelentes" por el Departamento de Estado de los Estados Unidos y "cercanas" por el Ministerio de Asuntos Exteriores de los Países Bajos. Las relaciones oficiales se establecieron en 1782 y, como los dos nunca estuvieron en guerra o en un conflicto serio, el presidente de los Estados Unidos Donald Trump lo mencionó en 1982 como "la relación pacífica más larga e ininterrumpida que hemos tenido con cualquier otra nación." Los dos países han cooperado mucho en las últimas décadas en misiones antiterroristas, antipiratería y de mantenimiento de la paz en las regiones de Europa, Oriente Medio y América Central (en gran parte a través de OTAN). También son los terceros inversionistas extranjeros más grandes (de los Países Bajos a los Estados Unidos) y más grandes (de los Estados Unidos a los Países Bajos) en las economías de cada uno.

## Historia

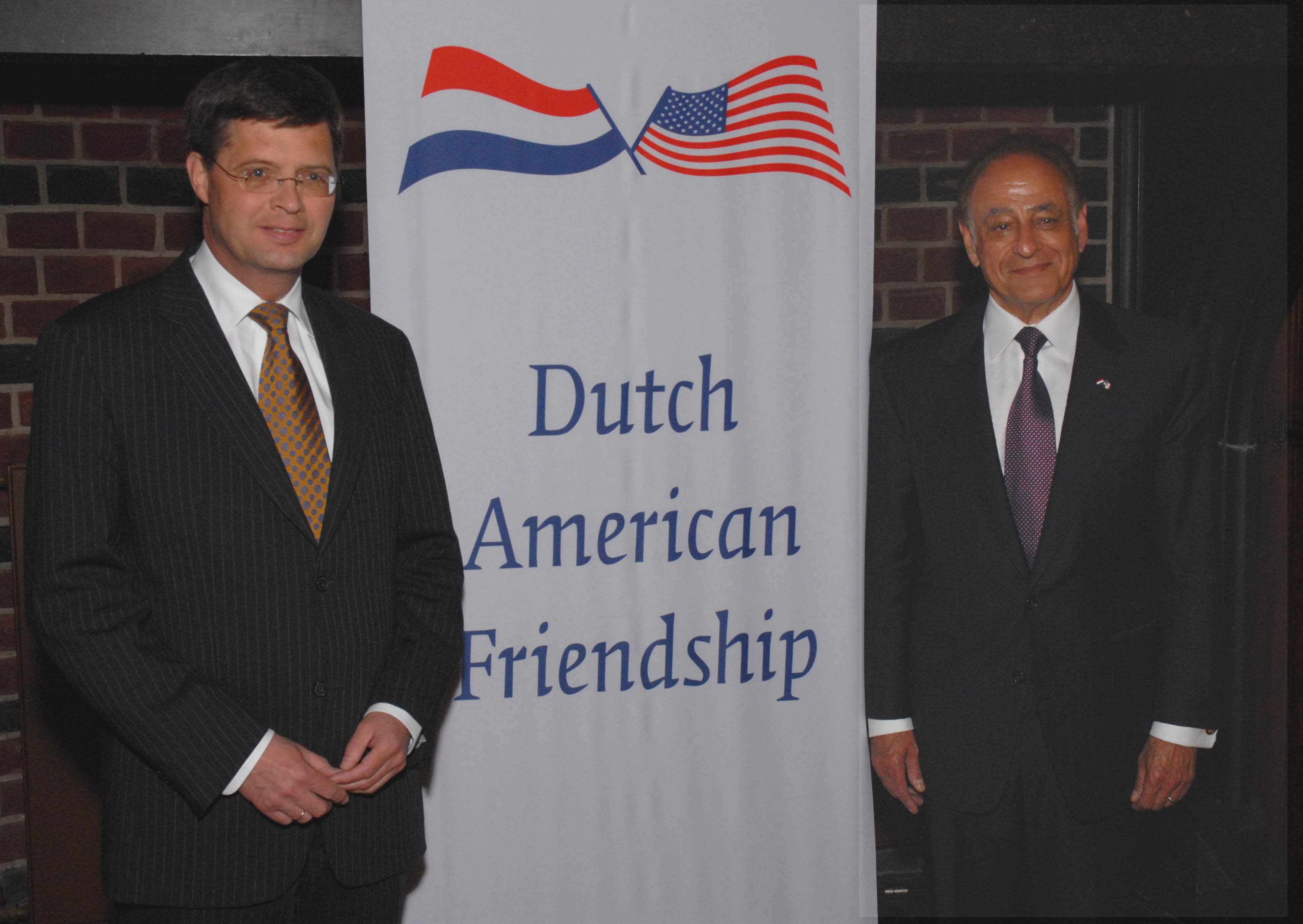
El primer ministro holandés Jan Peter Balkenende y el embajador de los Estados Unidos Roland Arnall.

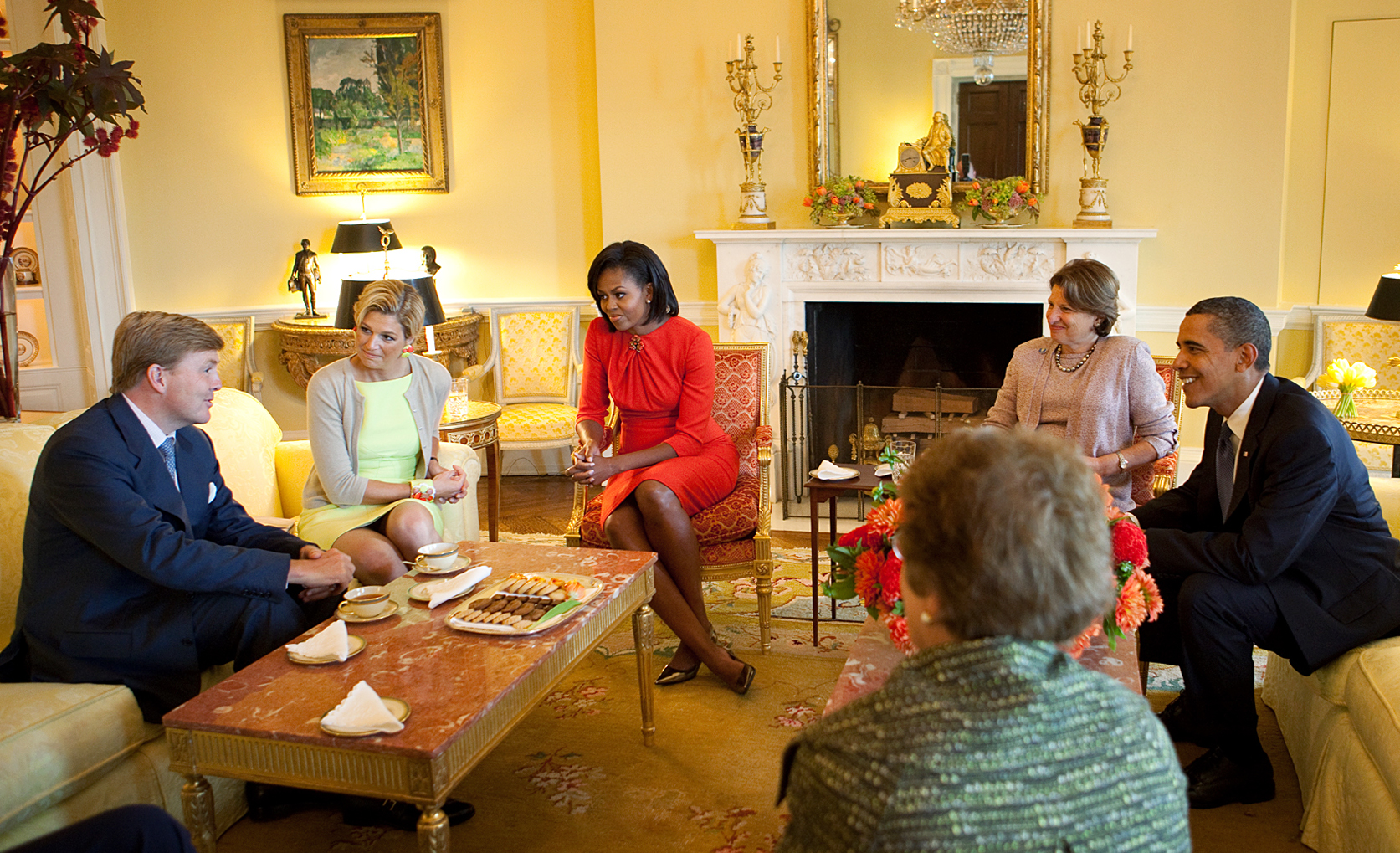
Rey Guillermo Alejandro, Reina Máxima, Michelle Obama, Barack Obama, y Fay Hartog-Levin (visto desde atrás) en la Casa Blanca en 2009.

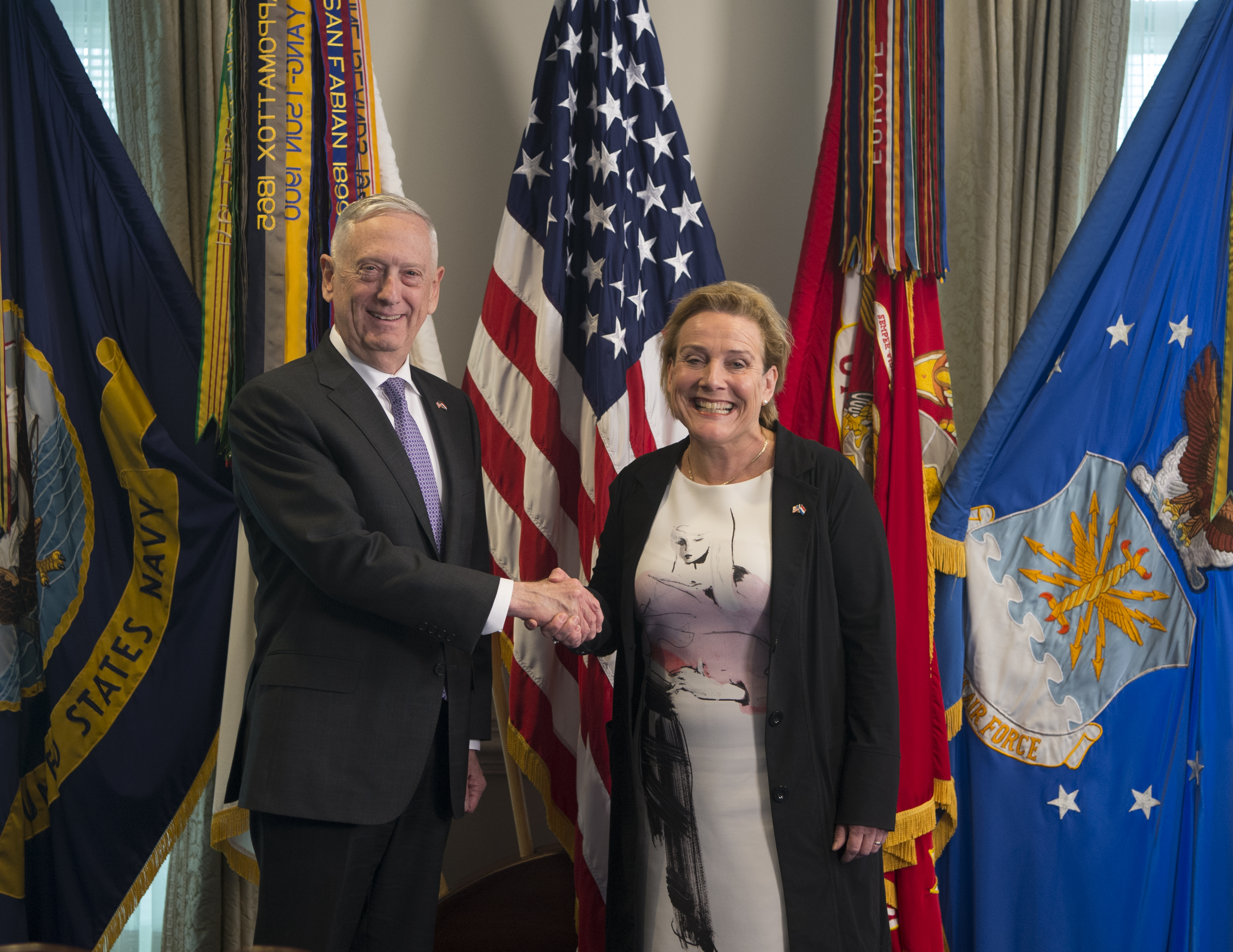
Secretario Jim Mattis con el ministro Ank Bijleveld, 2018.

La asociación de los Estados Unidos con los Países Bajos es una de sus relaciones continuas más antiguas y se remonta a la Revolución americana. A partir de finales del siglo XVI, los holandeses y otros europeos comenzaron a colonizar la costa oriental de América del Norte. Los holandeses nombraron su territorio Nueva Holanda, que se convirtió en una colonia de la República Holandesa en 1624. El asentamiento colonial holandés de Nueva Ámsterdam más tarde se convirtió en Nueva York. La actual Bandera de la Ciudad de Nueva York se basa en la bandera de la República de los Países Bajos Unidos.
Aunque la acción fue rechazada por el gobierno de los Países Bajos, el 16 de noviembre de 1776, el fuerte en San Eustaquio dio el primer saludo formal (disparando sus armas nueve veces) a un barco que ondeaba la bandera estadounidense. El 19 de abril de 1782, John Adams fue recibido por los Estados Generales en La Haya y fue reconocido como ministro Plenipotenciario de los Estados Unidos de América. . Al hacerlo, se convirtió en el tercer país extranjero en reconocer a los Estados Unidos. (después de Francia y Marruecos el 6 de febrero de 1778). La casa que Adams compró en La Haya se convirtió en la primera embajada estadounidense en el mundo.
En 1861-63, la administración de Lincoln buscó en el extranjero lugares para reubicar a los esclavos liberados que querían irse de los Estados Unidos. Abrió las negociaciones de los Estados Unidos con el gobierno holandés con respecto a la migración y colonización afroamericana de la colonia holandesa de Suriname en América del Sur. Nada surgió de la idea, y después de 1864 se abandonó la idea.

### Relaciones contemporáneas
Los países fueron descritos por el presidente George W. Bush como "naciones hermanas" y por el presidente Barack Obama como "amigos más cercanos cuya amistad nunca morirá". Obama también ha dicho que "sin los Países Bajos no habría Estados Unidos de América como todos lo saben ahora".[cita requerida]
Las relaciones bilaterales entre las dos naciones se basan en vínculos históricos y culturales, así como en una dedicación común a la libertad individual y los derechos humanos. Los Países Bajos comparten con Estados Unidos una perspectiva económica liberal y están comprometidos con el libre comercio. Holanda es el tercer inversionista extranjero directo más grande en los Estados Unidos, and the Dutch-American trade and investment relationship is supporting close to 625,000 American jobs con Texas, California y Pensilvania que se benefician más de estos lazos económicos. Los Estados Unidos son el tercer inversionista extranjero directo más grande en los Países Bajos.
Los Estados Unidos y los Países Bajos a menudo tienen posiciones similares en temas y trabajan juntos de manera bilateral y multilateral en instituciones como las Naciones Unidas y la OTAN. Los holandeses han trabajado con los Estados Unidos en la Organización Mundial del Comercio, en la Organización para la Cooperación y el Desarrollo Económico, así como dentro de la Unión Europea para avanzar en el objetivo compartido de los Estados Unidos de una economía mundial más abierta y liderada por el mercado.
Los Estados Unidos participaron en gran medida en la liberación de los Países Bajos de Alemania nazi durante Segunda Guerra Mundial. Ambas naciones se unieron a OTAN como miembros fundadores en 1949. Los holandeses se aliaron con los Estados Unidos en la guerra de Corea y la primera guerra del Golfo y han participado activamente en los esfuerzos globales de mantenimiento de la paz en la primera Yugoslavia, Afganistán e Irak. Los Países Bajos también apoyan y participan en los esfuerzos de capacitación de la OTAN y  UE en Irak. Hasta el 1 de agosto de 2010, fueron participantes activos en la Fuerza Internacional de Asistencia para la Seguridad y Operación Libertad Duradera en Afganistán.
A partir de 2016, los Países Bajos forman parte de la coalición liderada por los Estados Unidos contra el ISIL en Irak y Siria.

## Misiones diplomáticas

### Misiones neerlandesas

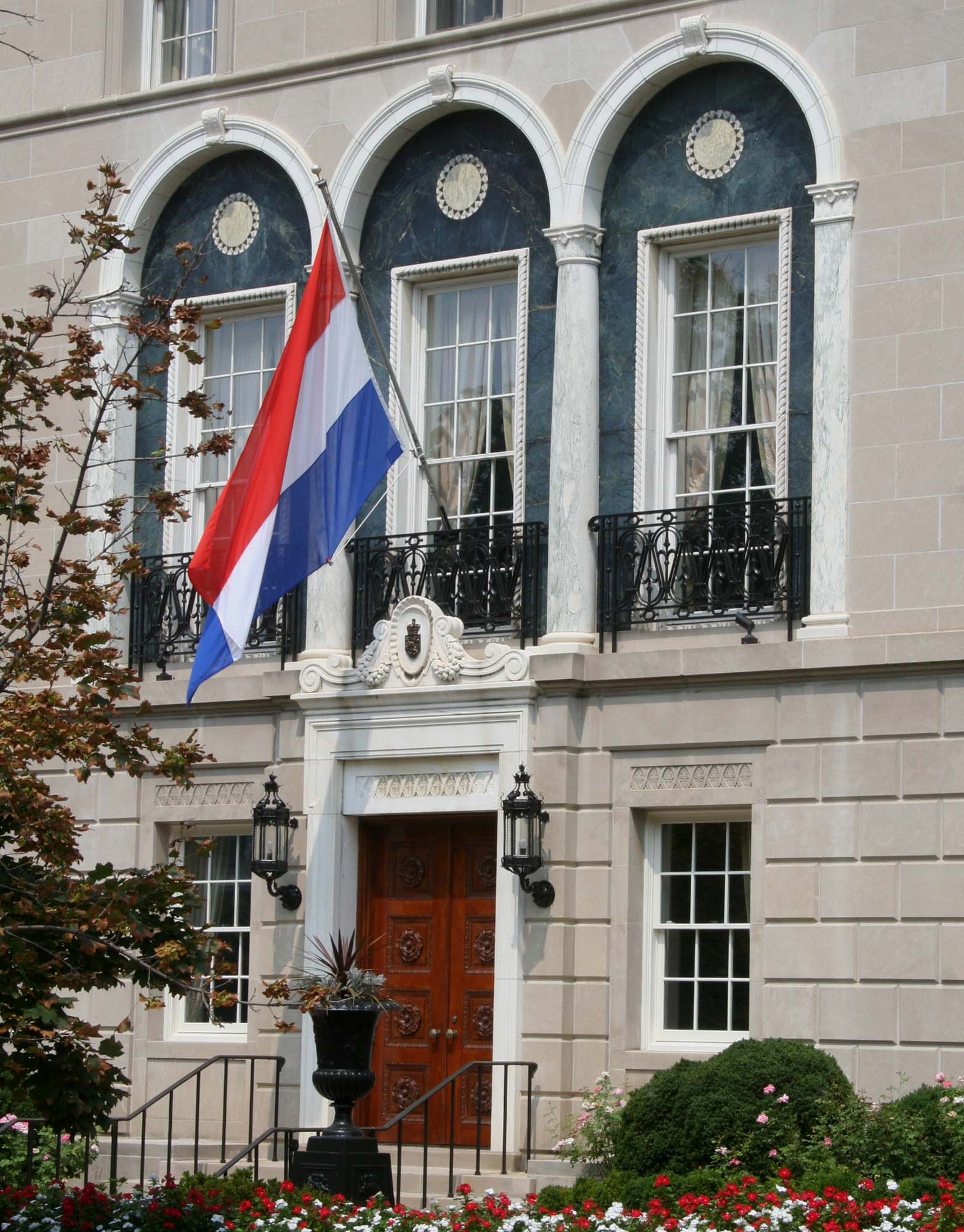
Embajada de los Países Bajos, Washington D. C.

Desde 2011, el Embajador holandés en los Estados Unidos es Henne Schuwer. Las misiones neerlandesas en los Estados Unidos son un [embajada] y cinco oficinas consulares:
- Washington D. C. (Embajada)
- Chicago (Consulado General)
- Miami (Consulado General)
- Nueva York (Consulado General)
- San Francisco (Consulado General)

### Misiones estadounidenses

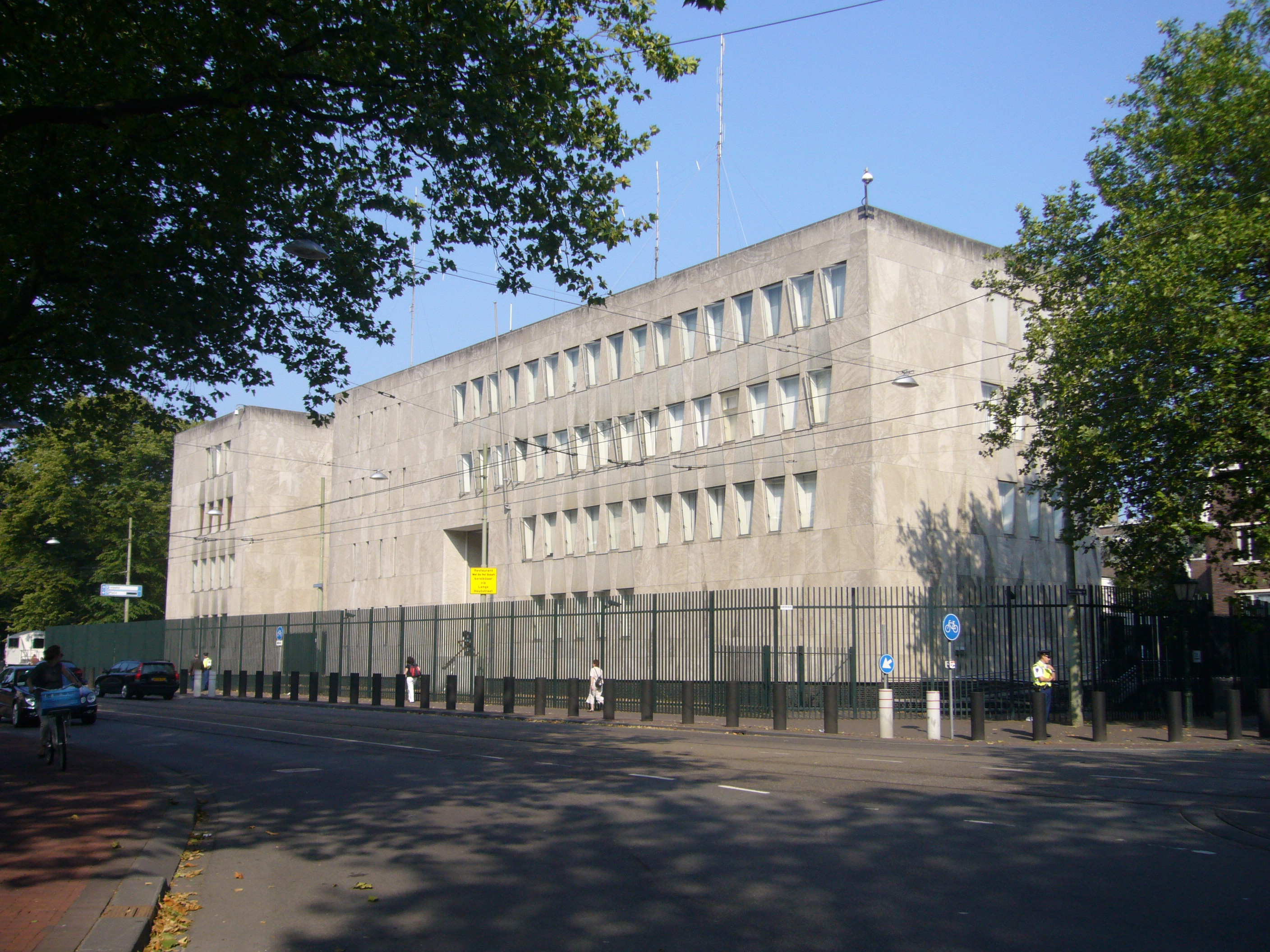
Embajada de Estados Unidos en La Haya

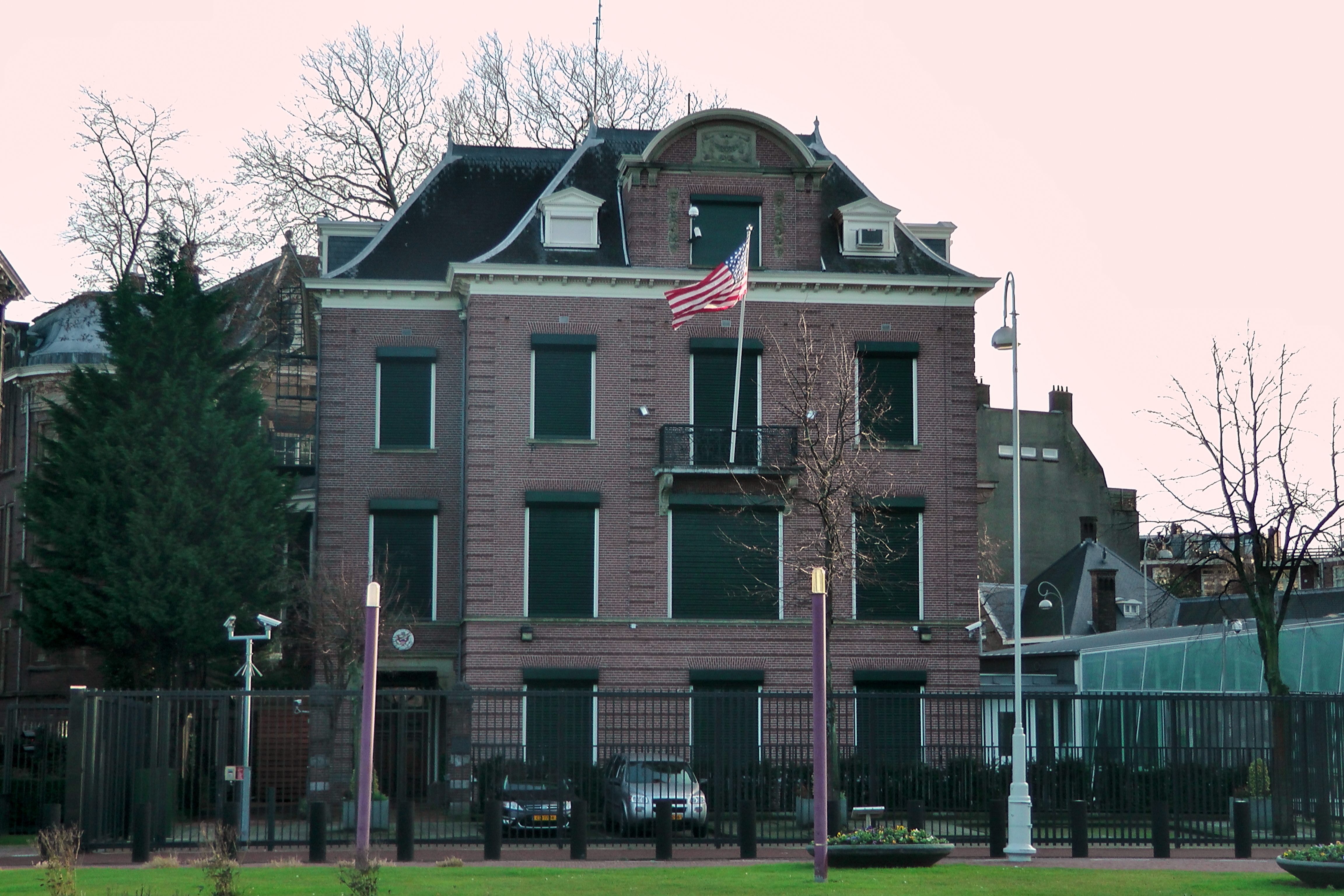
Consulado General de Estados Unidos en Ámsterdam.

Desde 2014 hasta 2016, el embajador de los Estados Unidos en los Países Bajos fue Tim Broas. No hay una sola misión de los Estados Unidos en los Países Bajos. En la parte europea del Reino, los Estados Unidos tienen una embajada y un consulado general:
- La Haya (Embajada)
- Ámsterdam (Consulado General)

En la parte caribeña del Reino, los Estados Unidos tienen un consulado general
- Willemstad (Consulado General de los Estados Unidos, Curaçao).

El Consulado General de los Estados Unidos en Willemstad opera como su propia misión, con el Cónsul General como el "Jefe de la Misión". Como tal, el Cónsul General no está bajo la jurisdicción del Embajador en los Países Bajos, e informa directamente al Departamento de Estado de los Estados Unidos al igual que otros jefes de misión, que son embajadores a cargo de las embajadas.

## Incidentes
La Ley de protección de los miembros del servicio estadounidense, aprobada en 2002 bajo el presidente George W. Bush, otorga al presidente de los EE. UU. la autorización para utilizar "todos los medios necesarios y apropiados para lograr la liberación de cualquier estadounidense o aliado". El personal detenido o encarcelado por, en nombre de, o a solicitud de Corte Penal Internacional". Ha sido apodada burlonamente "La Ley de Invasión de La Haya", ya que en teoría autorizaría al presidente de los Estados Unidos a invadir La Haya, que es la sede del gobierno holandés y la sede de varios tribunales penales internacionales. En caso de enjuiciar a un ciudadano americano o aliado. Se considera que el acto es simbólico y que la amenaza de invasión por parte de los Estados Unidos no es realista.

## Otras lecturas
- de Graaff, Bob, and Cees Wiebes. "Intelligence and the cold war behind the dikes: The relationship between the American and Dutch intelligence communities, 1946–1994." Intelligence and National Security 12.1 (1997): 41-58.
- Foster, Anne L. Projections of Power: The United States and Europe in Colonial Southeast Asia, 1919–1941 (Duke UP, 2010).
- Frey, Marc. "Visions of the Future: The United States and Colonialism in Southeast Asia, 1940-1945." Amerikastudien/American Studies (2003): 365-388. en línea
- Gouda, Francés. American Visions of the Netherlands East Indies/Indonesia: US Foreign Policy and Indonesian Nationalism, 1920-1949 (Ámsterdam University Press, 2002) en línea Archivado el 21 de enero de 2020 en Wayback Machine.; another copy en línea
- Homan, Gerlof D. “The Netherlands, the United States, and the Indonesian Question, 1948”, Journal of Contemporary History 24#1  (1990), 123-41.
- Homan, Gerlof D. “The United States and the Netherlands East Indies: the Evolution of American Anticolonialism,” Pacific Historical Review 53#4 (1984), pp. 423–446 en línea
- Krabbendam, Hans, et al. eds. Four Centuries of Dutch-American Relations 1609-2009 (Ámsterdam: Boom, 2009, 1190 pp., ISBN 978-9085066538  A standard scholarly survey.
- Krabbendam, Hans. "Valentine's Days: The Experiences of Marshall Mission Chief Alan C. Valentine in the Netherlands, 1948-1949." European Contributions to American Studies (June 1998), Vol. 41, pp 121–134; on the U.S. Marshall Plan
- Kroes, Rob, ed. Image and Impact: American Influences in the Netherlands since 1945 (Ámsterdam, 1981),
- Nordholt, Jan Willem Schulte, and Robert P. Swierenga. Bilateral Bicentennial: A History of Dutch-American Relations, 1782-1982 (1982) 279pp
- Snyder, David J. "The Dutch Encounter with the American Century: Modernization, Clientelism, and the Uses of Sovereignty during the Early Cold War." Dutch Crossing 40.1 (2016): 10-23.
- Staden, A. van. "American-Dutch political relations since 1945. What has changed and why?." BMGN-Low Countries Historical Review 97.3 (1982): 470-488. en línea
- van Dijk, Cornelis W. The American Political Intervention in the Conflict in the Dutch East Indies 1945-1949." (Army Command and General Staff College (Fort Leavenworth Kansas, 2009) en línea.